# شيهو اوغاوا
شيهو اوغاوا (小川 志保) (26 ديسمبر 1988 في إيباراكي في اليابان – )؛ هي لاعبة كرة قدم كانت تلعب كمهاجم. ولعبت مع منتخب اليابان لكرة القدم للسيدات.

## وصلات خارجية
- شيهو اوغاوا على موقع قاعدة بيانات كرة القدم.إي يو (الإنجليزية)
- شيهو اوغاوا على موقع عالم كرة القدم.نت (الإنجليزية)